# Rockwell (cantante)
Kennedy William Gordy (Detroit, Míchigan; 15 de marzo de 1964), más conocido por su nombre artístico Rockwell es un cantante estadounidense de synthpop.

## Trayectoria
Adquirió fama internacional con su sencillo Somebody's Watching Me, en el que Michael Jackson hace los coros. Es hijo de Berry Gordy, fundador de Motown. También es familiar de otros cantantes como Redfoo, del que es medio hermano, y Sky Blu, del que es medio sobrino.
Rockwell es hijo del fundador y director ejecutivo de Motown, Berry Gordy y Margaret Norton. Para evitar las acusaciones de nepotismo, Rockwell aseguró su contrato de grabación sin el conocimiento de su padre. En Motown se hizo más conocido con el nombre de Rockwell. Rockwell accedió a cambiar su nombre porque consideró que "rocanroleaba bien".
En 1984, Rockwell publicó su mayor éxito "Somebody's Watching Me" del mismo álbum, con amigos de la infancia como Michael Jackson, como cantante invitado (sobre todo en las letras y en el coro), y Jermaine Jackson cantando back-up. De ese mismo álbum se desprende un éxito, la balada "Knife", que no brillo en EE. UU. pero si en Hispanoamérica y España. 
"Somebody's Watching Me" se convirtió en un Top 10 pop hit en los Estados Unidos llegando a la segunda ubicación en el Billboard Hot 100, mientras que en el Reino Unido, alcanzó la sexta ubicación y fue un éxito en las listas de R&B. Siguió su carrera con sencillos  que no obtuvieron el resultado esperado, excepto con el sencillo "Obscene Phone Caller", siendo el único sencillo de Rockwell en el Top 40. Este seguimiento de sencillos alcanzaron el puesto ·35 en el Billboard Hot 100. Rockwell pronto terminaría su carrera musical con Motown.
Rockwell apareció en Soul Train el 2 de febrero de 1985 (episodio 17, Temporada 14).
Rockwell no fue el primer miembro de la familia de Gordy en llegar al Billboard Hot 100 como artista en escena. Su tío, Robert Gordy, llegó a los charts gracias a su sencillo de 1958, "Everyone Was There", grabado bajo el nombre de Bob Kayli.
Una versión de Mysto & Pizzi, del exitoso sencillo de Rockwell, "Somebody's Watching Me", fue usado en una serie de anuncios para la compañía de seguros de automóviles GEICO.

## Vida personal
Rockwell es el hijo de Berry Gordy. La media hermana paterna de Rockwell es la actriz Rhonda Ross Kendrick, la hija mayor de Diana Ross. Rockwell también está estrechamente relacionado con el grupo LMFAO a través de su medio hermano Redfoo (Stephen Kendal Gordy, hijo de Berry Gordy y Nancy Leiviska) y su sobrino SkyBlu (Skyler Austen Gordy, hijo del medio hermano Berry Gordy IV y su esposa Valerie Robeson).
En julio de 2010, Rockwell se casó con Nicole Moore. En 2013, solicitó el divorcio. La pareja no tiene hijos juntos.
El 29 de noviembre de 2018, Rockwell fue arrestado en Hollywood por supuestamente golpear a una socia con una silla en el Magic Castle Hotel después de que ella se le acercó y exigió el pago. Rockwell fue liberado de la cárcel el 1 de diciembre de 2018 con una fianza de US$ 30,000. El 7 de enero de 2019, la mujer que sufrió múltiples lesiones por el ataque se había sometido a una cirugía para reparar un brazo roto, presentó una demanda contra Rockwell en Los Ángeles por lesiones personales, reclamando daños superiores a US$ 25,000.

## Discografía

### Álbumes
- Somebody's Watching Me (1984)
- Captured (1985)
- The Genie (1986)

### Sencillos
- "Somebody's Watching Me" (1983) EE. UU. #2, R&B #2, Pop, Inglaterra #6, Alemania #2, Australia #14, Suiza #3
- "He's a Cobra" (Promo) (1984)
- "Obscene Phone Caller" (1984) EE. UU. #35, Alemania #53, Inglaterra #79
- "Foreign Country" (1984)
- "Taxman" (1984) Inglaterra #88
- "He's a Cobra" (1985)
- "Peeping Tom" (1985) EE. UU. #120**
- "Knife" (1984)
- "Tokyo" (1985)
- "Carmé" (1986)
- "Grow Up" (1986)
- "Carmé" / "Somebody's Watching Me" (1986)
- "Girlfriend" (1991)